# SCGB2A2
SCGB2A2 est un gène localisé sur le chromosome 11, au locus 11q13. Il code une protéine appelée « secrétoglobine, famille 2A, membre 2 », conformément à la nomenclature internationale officielle. D'autres noms pour cette protéine sont: mammaglobine (MGB, MAM)(en), mammaglobine-1 (MGB1), précurseur de mammaglobine-A (MGBA), utéroglobine 2 (UGB2).
SCGB2A2 est membre de la superfamille des secrétoglobines, un groupe de petites protéines dimériques sécrétées et parfois glycosylées. Exprimées principalement dans les muqueuses, les secrétoglobines semblent être impliquées dans la signalisation cellulaire, la réponse immunitaire, la chimiotaxie et pourraient servir de transporteur pour les hormones stéroïdes chez l'être humain(en)(en).

## SCGB2A2 dans le cancer du sein
L'expression de la protéine SCGB2A2 est hautement spécifique du tissu mammaire.
et son utilisation dans l'identification et la détection des cancers du sein et des cellules tumorales mammaires disséminées est, en conséquence, croissante(en).